# Église de la Panagía Marmariótissa (Chalándri)
Pour les articles homonymes, voir Église de la Panagía.
L'église de la Panagía Marmariótissa (grec moderne : εκκλησία της Παναγίας Μαρμαριώτισσας) est une église située à Chalándri, dans la banlieue proche d'Athènes, en Grèce.

## Histoire
Initialement, il s'agit d'un monument funéraire datant de l'époque romaine, converti par la suite en église. Aujourd'hui, elle est située au croisement des rues Panagía Marmariótissa et Sofoklí Venizélou, derrière l'église homonyme de date récente. Le nom de « Marmariótissa » (Μαρμαριώτισσα) est dû au matériau utilisé pour la construction du monument.
Le bâtiment, à l'origine un mausolée, est construit à l'époque romaine, dans le dème antique de Flýa (el) (aujourd'hui connu sous le nom de Chalándri). Le matériel de construction coûteux indique que sa construction est due à un riche résident du dème. Il semble être une copie du monument funéraire de Kifissiá, un mausolée aujourd'hui en ruine construit par Hérode Atticus, ce qui laisse penser que ce dernier serait le constructeur de ce monument.
Il est conservé en parfait état. Son plancher se trouve à quelques mètres en dessous du niveau actuel du sol. Dans le monument original, l'entrée se trouve sur le côté est, où se trouve aujourd'hui le sanctuaire de cette petite église de forme semi-hexagonale. Aujourd'hui, l'entrée se fait par le côté ouest. Le toit est une voûte de forme semi-cylindrique, constitué de parpaings de marbre. À l'intérieur, des fragments de fresques datant du XVIIe siècle sont conservés, tandis que de son côté, Anastássios Orlándos, remarque une inscription sur ces dernières indiquant l'année 1717.